# Regenerativ medicin

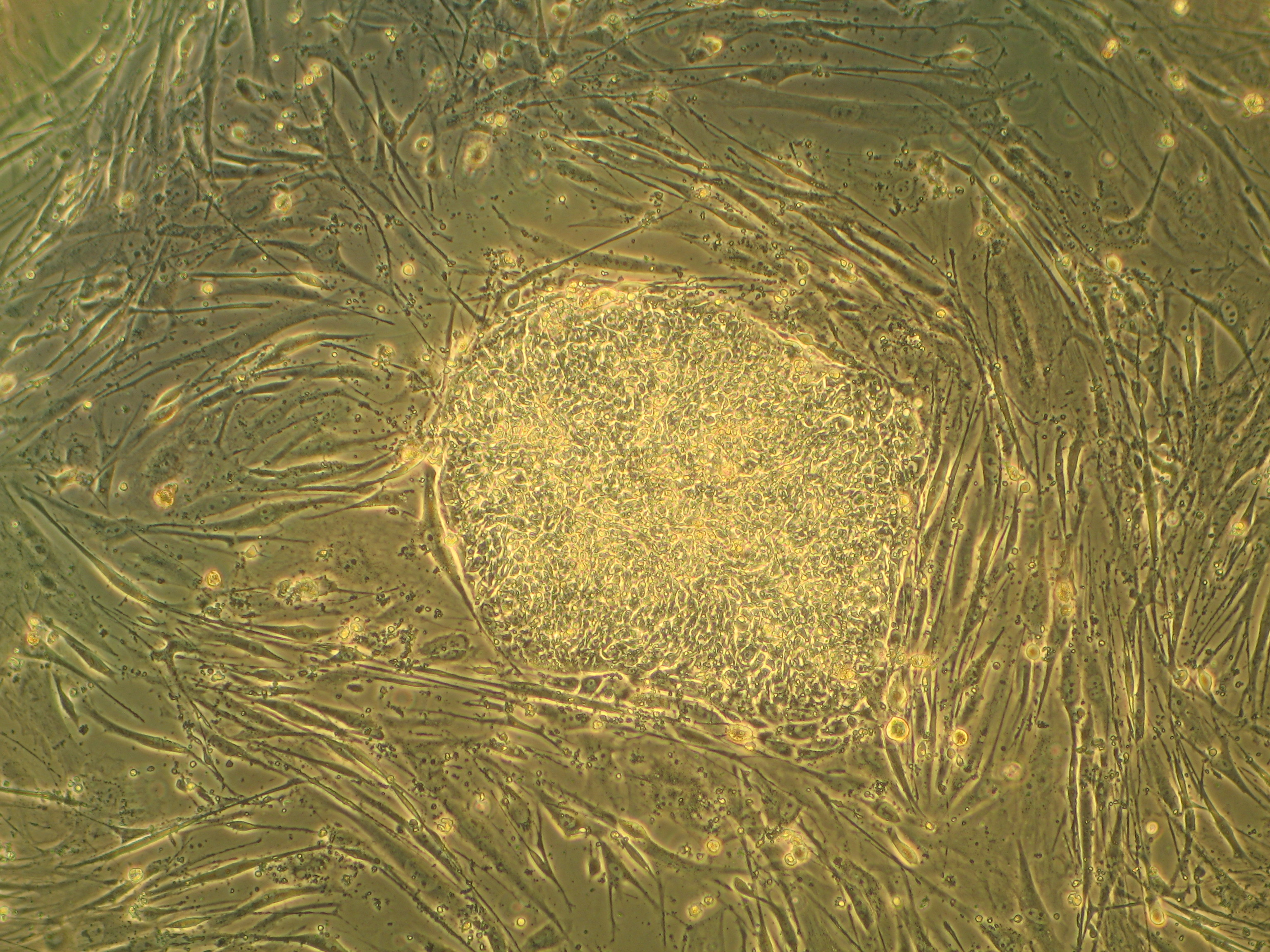
En koloni av mänskliga embryonala stamceller

Regenerativ medicin är en förgrening av translationell forskning inom vävnadsrekonstruktion och molekylärbiologi som åsyftar "processen av att byta ut, konstruera eller regenerera mänskliga celler, vävnader eller organ för att återställa eller upprätta normal funktion". Detta område tros i framtiden kunna möjliggöra reparation av skadad vävnad eller skadade organ genom att stimulera kroppens egen reparationsmekanism att läka skador som i dag anses vara irreparabla.
Regenerativ medicin innebär också möjligheten att kultivera vävnader och organ i laboratoriemiljön och sedan implantera dem då kroppen inte klarar av att läka sig själv. Om ett återskapat organs celler skulle skapas från patientens egen vävnad eller celler, skulle detta potentiellt kunna upphäva bristen på transplantationsorgan liksom avstötningsreaktioner av transplanterade organ.